# Björk

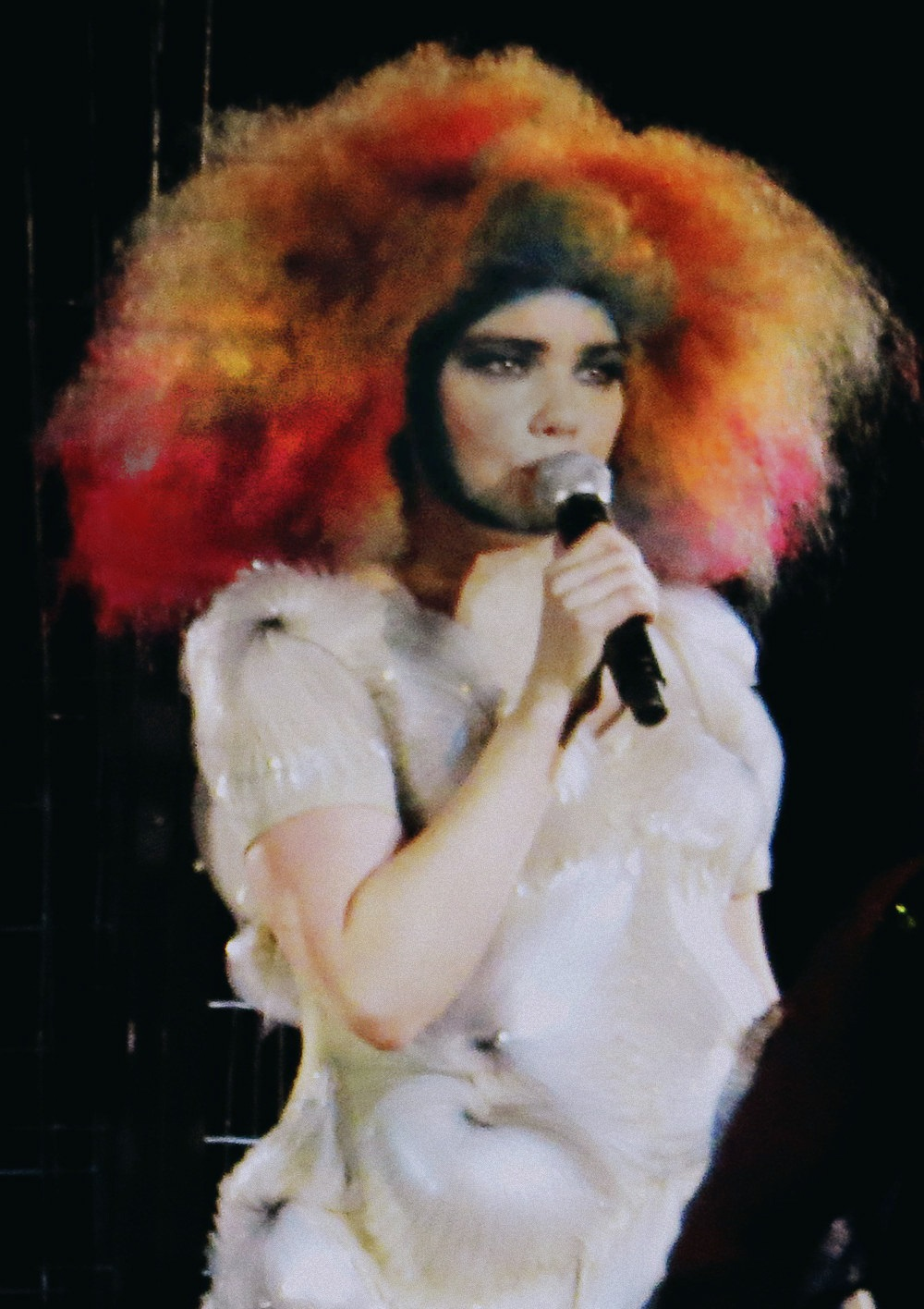
Björk (2013)

Björks Logo

Björk Guðmundsdóttir [ˈpjœr̥k ˈkvʏðmʏntsˌtoʊhtɪr]  (* 21. November 1965 in Reykjavík) ist eine isländische Sängerin, Musikproduzentin, Komponistin, Songwriterin und Schauspielerin mit einem breiten Interesse an unterschiedlichen Arten von Musik, unter anderem Popmusik, Elektronische Musik, Trip-Hop, Alternative Rock, Jazz, Folk-Musik und Klassische Musik. Bislang hat sie weltweit über 20 Millionen Alben verkauft.

## Kindheit und Jugend

Björks Unterschrift (1997)

Björk wurde am 21. November 1965 als Tochter von Hildur Rúna Hauksdóttir und Guðmundur Gunnarsson geboren. Ab 1970 besuchte sie die Musikschule Barnamúsíkskóli Reykjavíkur, auf der sie zehn Jahre lang u. a. in Gesang, Klavier und Flöte unterrichtet wurde.

## Frühe Karriere
Im Alter von elf Jahren erlernte Björk an der Grundschule das Klavierspiel. Einer der Lehrer sandte eine Aufnahme, auf der sie das Lied I Love To Love von Tina Charles singt, an den isländischen Radiosender Radio One. Während der Ausstrahlung der Aufnahme in ganz Island wurde ein Mitarbeiter des isländischen Plattenverlegers Fálkinn auf Björk aufmerksam und bot ihr daraufhin einen Vertrag an. Mit Hilfe ihres Stiefvaters, der Gitarre spielte, nahm sie 1977 ihr erstes Album auf, das einfach nur Björk heißt. Es enthielt verschiedene isländische Kinderlieder und Coverversionen populärer Titel wie z. B. The Fool on the Hill von den Beatles (auf isländisch Álfur Út Úr Hól). Das Album wurde ein großer Erfolg in Island, blieb außerhalb der Insel aber unbeachtet.
Schon bald begann Björk, sich für Punk-Musik zu interessieren. Mit 14 Jahren gründete sie die Mädchen-Punkgruppe Spit and Snot, der 1979 die Fusionjazz-Gruppe Exodus folgte. 1980 verließ sie die Musikschule und gründete im Jahr 1981 zusammen mit Jakob Magnússon, dem Bassisten von Exodus, die Gruppe Tappi Tíkarrass. Im selben Jahr veröffentlichten sie die Single Bitið fast í vitið, zwei Jahre später das erste Album, Miranda.
Danach arbeitete Björk mit den Musikern Einar Örn Benediktsson und Einar Melax von der Musikgruppe Purrkur Pillnikk und Guðlaugur Óttarsson, Sigtryggur Baldursson und Birgir Mogensen von Þeyr. Nachdem sie Lieder geschrieben und geprobt hatten, nannten sie sich KUKL, was auf Isländisch so viel wie Hexerei bedeutet. Sie fanden sehr schnell ihren eigenen Klang, den man am ehesten mit Gothic vergleichen könnte. Schon bei KUKL begann Björk, ihren unverkennbaren Gesangsstil zu entwickeln.
KUKL tourten mit der englischen Anarcho-Punk-Gruppe Crass durch Island, besuchten später England und 1984 oder 1985 West-Berlin, wo sie in einem Veranstaltungslokal namens NOX vor 20 Zuschauern und später in einem besetzten Haus auftraten. Max Goldt beschreibt diese Auftritte in einem seiner Bücher ausführlich. KUKL traten auch mit der Band Flux of Pink Indians auf. Aus dieser Zusammenarbeit gingen die zwei Alben The Eye (1984) und Holidays in Europe (1986, beide bei Crass Records) hervor. So lernten sie auch Derek Birkett (Bassist bei Flux) und Tim Kelly (Gitarre) kennen, die 1985 das Label One Little Indian Records gründeten. Im Sommer 1986 formten Björk und einige Mitglieder von KUKL eine neue Gruppe namens Pukl, die schon bald in The Sugarcubes umbenannt wurde.

## Popularität
Die erste Single der Sugarcubes, Ammæli (Geburtstag), wurde gleich ein großer Erfolg im Vereinigten Königreich, und die Gruppe erlangte in den Vereinigten Staaten und im Vereinigten
Königreich schnell Kultstatus. Bald darauf folgten auch Anrufe von Plattenfirmen. Die Gruppe unterschrieb bei One Little Indian im Vereinigten Königreich und bei Elektra Records in den Vereinigten Staaten und nahm 1988 ihr erstes Album, Life’s Too Good, auf. Das Album brachte den Sugarcubes innerhalb kurzer Zeit internationale Bekanntheit. Damit waren sie die erste isländische Band, die weltweit populär wurde. Während der Zeit bei den Sugarcubes arbeitete Björk an verschiedenen anderen Projekten. Auf dem Album Gling-Gló, das in Island veröffentlicht wurde, nahm sie zusammen mit der Bebop-Gruppe Tríó Guðmundar Ingólfssonar eine Sammlung von populären Jazz-Stücken in isländischer Sprache auf, z. B. Ó Pabbi Minn (O mein Papa) und Ég veit ei hvað skal segja. 1991 sang sie ein Lied auf dem Island-Album von Current 93 und Hilmar Örn Hilmarsson alias HÖH. Zudem lieferte sie den Gesang zum Album Ex:El von 808 State. Mit dieser Zusammenarbeit wuchs ihr Interesse an House-Musik.
Als sich 1992 zwischen Björk und Einar Örn Spannungen aufbauten, entschlossen sie sich dazu, getrennte Wege zu gehen. Björk zog nach London und dachte über eine Solokarriere nach. Sie begann, mit Nellee Hooper zusammenzuarbeiten, der schon Alben für Musikgruppen wie z. B. Massive Attack produziert hatte. Mit ihm zusammen produzierte sie ihren ersten internationalen Soloerfolg Human Behaviour, dem im Juni 1993 ihr Soloalbum-Debüt folgte, das den schlichten Namen Debut trug und von den Kritikern sehr gut aufgenommen wurde. Vom New Musical Express als „Album des Jahres“ betitelt, erreichte es in den Vereinigten Staaten Platin-Status. Es enthält sowohl Lieder, die Björk schon als Jugendliche geschrieben hatte, als auch solche, die zusammen mit Hooper entstanden.

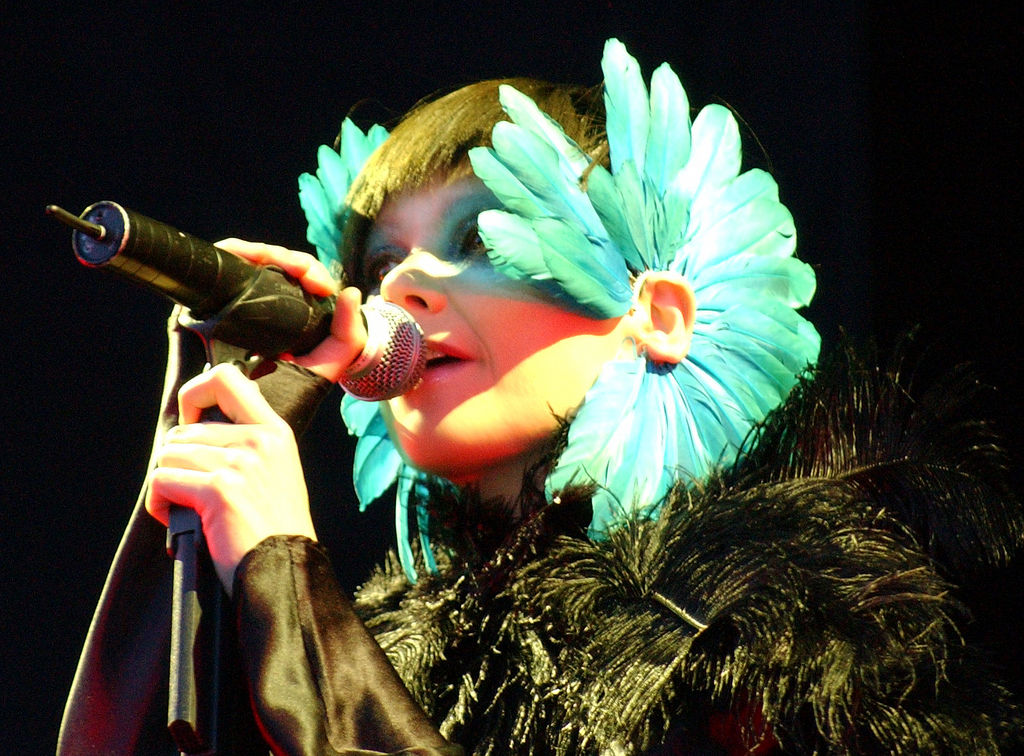
Björk 2003 auf dem Hurricane Festival

Der Erfolg von Debut veranlasste Björk dazu, verstärkt mit anderen Künstlern zusammenzuarbeiten, z. B. mit David Arnold am Track Play Dead, der im Film The Young Americans als Titelmusik verwendet wurde. 1994 kehrte sie zurück ins Studio, um an ihrem nächsten Album zu arbeiten. Diesmal halfen ihr Nellee Hooper, Tricky, Graham Massey von 808 State und der Produzent elektronischer Musik Howie B. Das Album Post enthält vorwiegend Songs, die von Liebe und Beziehungen handeln, darunter auch wütende und konfrontative Tracks. Wie schon jene von Debut waren auch die Songs von Post teilweise bereits Jahre zuvor geschrieben worden.
Des Weiteren schrieb Björk das Lied Bedtime Story für Madonnas Album Bedtime Stories. Madonna hätte gern Material für ein ganzes Album gehabt, Björk lehnte dies jedoch ab. Auch deren Einladung lehnte Björk mit der Begründung ab, dass ein Zusammentreffen zufällig und nicht unter verkrampften Umständen stattfinden sollte. 1995 war das Album Post fertiggestellt; es erschien im Juni, erreichte Platz 2 in den britischen Charts und in den Vereinigten Staaten wiederum Platin-Status. 1996 wurde das Remixalbum Telegram veröffentlicht, das Remixe von Post enthielt. Für die Fotos von Telegram arbeitete Björk zum ersten Mal mit ihrem Lieblingsfotografen, dem Japaner Nobuyoshi Araki, zusammen. Dies war insofern ungewöhnlich, als Araki normalerweise nur Asiaten fotografiert. Er machte für Björk eine Ausnahme, nachdem ihm diese einen leidenschaftlichen Brief geschrieben hatte.
1997 stellte Björk in Spanien ihr Album Homogenic fertig. Sie arbeitete dafür mit Mark Bell von LFO, Eumir Deodato und Howie B zusammen. In stilistischer Hinsicht ist es ein sehr extrovertiertes Album, das eine emotionale Seite von Björk preisgibt. Auch ihre starke Verbundenheit zu Islands Landschaft und Natur wird von ihrer Musik nachgezeichnet. Homogenic erreichte 2001 in den Vereinigten Staaten Gold-Status.

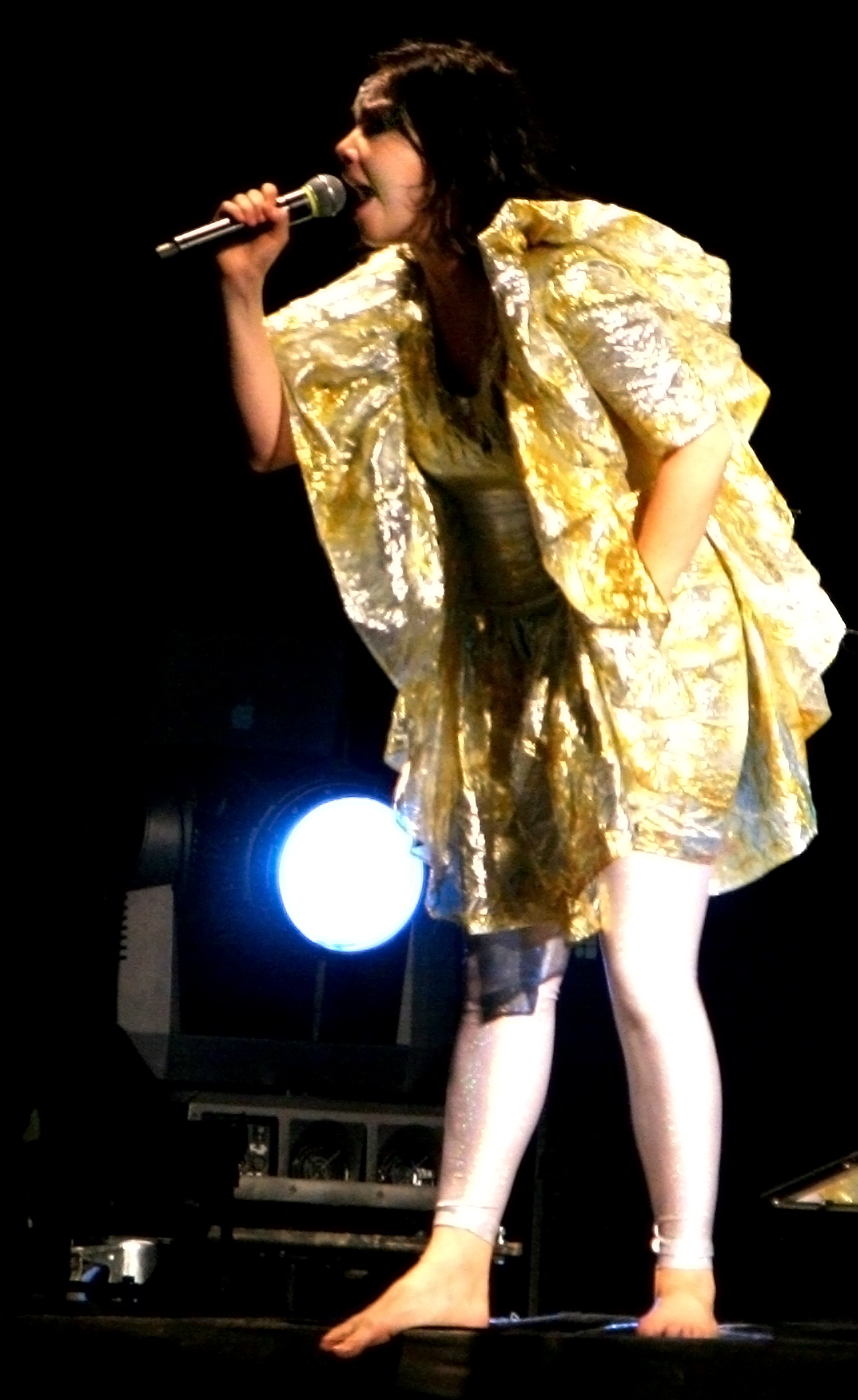
Björk 2007 in Paris

2001 erschien das Album Vespertine, stilistisch nun wieder sehr introvertiert. Björk benutzt hier komplexe Rhythmen, Inuit-Chöre, Klänge der Experimentalgruppen Matmos und Oval, von Thomas Knak aus Dänemark, der Harfenspielerin Zeena Parkins und auch eines Kammerorchesters. Als Inspirationsquelle dienten die Texte des US-amerikanischen Dichters E. E. Cummings und die Arbeiten des unabhängigen Filmemachers Harmony Korine. Aus dem Album gingen drei Singles hervor: Hidden Place, Pagan Poetry und Cocoon. Da die Videos dieser Singles (vor allem das von Pagan Poetry) einige kontroverse Bilder (u. a. Björk halbnackt) zeigten, mussten diese teilweise zensiert werden, um in den Vereinigten Staaten gespielt werden zu können. Das Video zu Cocoon wurde dort erst gar nicht ausgestrahlt. Vespertine wurde am 26. Mai 2018 am Nationaltheater Mannheim in einem neuen Arrangement für Solostimmen, Chor und Orchester auf der Opernbühne unter der Regie der dänischen Künstlergruppe Hotel Pro Forma uraufgeführt.
Family Tree, eine Art „Greatest-Hits-Box“, erschien 2003 und enthielt CDs und DVDs, welche die verschiedenen Schaffensphasen aus den ersten zehn Jahren ihrer Solokarriere nachzeichneten.
Im August des Jahres 2004 erschien dann das Album Medúlla. Nach Björks Angaben war das Ziel, von den klanglich immer epischer werdenden Vorgängeralben auf den absoluten Kern („Medúlla“ bedeutet Mark eines Organs, z. B. Knochenmark) der Musik zu stoßen: die menschliche Stimme. Mitten in den Arbeiten am Album entschloss sich Björk folgerichtig dazu, dass es am besten sei, wenn die einzelnen Lieder nur aus Gesang bestehen; daher entfernte sie fast die komplette Instrumentierung aus den vorherigen Aufnahmen. Als Vokalisten lud sie unter anderem Hip-Hop-Beatbox-Künstler Rahzel, Mike Patton (Faith No More) und Robert Wyatt zur Mitwirkung ein. Selbst Außergewöhnliches wie Inuit-Kehlkopfgesang wurde in die Lieder integriert. Für die Texte ließ sie sich wiederum von E. E. Cummings inspirieren (Lied Sonnets/Unrealities XI).
Im August 2004 sang Björk während der Eröffnungszeremonie der Olympischen Sommerspiele 2004 in Athen das Lied Oceania vom Album Medúlla. Wie gewohnt war der Auftritt eher unkonventionell. Während sie sang, entfaltete sich ihr Kleid zu einem 900 m² großen Tuch, auf dem eine Weltkarte zu sehen war. Die Karte wurde über alle Athleten ausgebreitet. Kurz nach den Olympischen Spielen wurde das Lied Oceania als Radio-Single veröffentlicht. Zudem zirkulierte im Internet eine leicht abgeänderte Version des Songs, auf der zusätzlich Gesang von Kelis zu hören ist (diese Version des Liedes wurde später auf der Single Who Is It? kommerziell veröffentlicht). Nach der Tsunami-Katastrophe in Südostasien startete Björk das Projekt „Army of Me-Xes“, in dem sie ihre Fans und Musiker dazu aufrief, den Erfolg Army of Me von 1995 zu remixen. Mit den ihrer Meinung nach 20 besten der insgesamt 600 Einsendungen wurde ein neues Album veröffentlicht. Der Erlös des Albums kam UNICEF zugute.
2005 erschien mit The Music from Matthew Barney’s Drawing Restraint 9 ein Soundtrack, den Björk für den gleichnamigen Film ihres ehemaligen Lebensgefährten Matthew Barney komponiert hatte. Das Album besteht hauptsächlich aus Liedminiaturen, die mit Gesang konterkariert werden.
Im Mai 2007 erschien dann ihr sechstes Studioalbum Volta. Ende 2008 hatte sie einen Gastauftritt in der isländischen Comedyserie Dagvaktin, mit Jón Gnarr in der Hauptrolle.
Am 7. Oktober 2011 erschien das Studioalbum Biophilia in Deutschland (europaweiter Start war der 10. Oktober bzw. 11. Oktober in Nordamerika), das von einem Multimediapaket aus Apps, Installationen, Live-Shows, Workshops, speziell angefertigten Instrumenten, einer Filmdokumentation und einer Website mit 3D-Animationen begleitet wird. Daraus sind zuvor die Single-Auskopplungen Cosmogony und Crystalline veröffentlicht worden. Crystalline erschien außerdem als Remix-EP in Zusammenarbeit mit dem syrischen Dabke-Musiker Omar Souleyman. Die EP enthält zusätzlich die beiden Titel Mawal und Tesla. Biophilia folgte eine Welttournee, die 2011 begann und deren letztes Konzert Anfang September 2013 im Londoner Alexandra Palace stattfand. Auch auf das Studioalbum Vulnicura, das am 21. Januar 2015 erschien und Björks Trennung von Matthew Barney thematisiert, folgte eine Tournee. Im Jahr 2017 veröffentlichte Björk ihr Album Utopia. Sowohl Vulnicura wie auch Utopia wurden von Björk in enger Zusammenarbeit mit Arca entwickelt. Björk bezeichnete ihr künstlerisches Zusammenfinden als die stärkste musikalische Beziehung, die sie je hatte.
2022 erschien ihr zehntes Studioalbum Fossora. An dem Album sind als Gastmusiker der US-amerikanische Sänger Serpentwithfeet, Björks Kinder Sindri und Ísadóra, das indonesische Duo Gabber Modus Operandi und das Bassklarinettensextett Murmuri beteiligt. Im Anschluss an die Veröffentlichung setzte Björk ihre Cornucopia Konzerttour fort, welche ihre letzten beiden Alben zu einer visuell außergewöhnlichen Show kombinierte. Im Oktober 2024 erschien ein großzügiger Bildband über die Produktion, für Ende desselben Jahres ist zudem ein gleichnamiger Konzertfilm angekündigt.
Der Rolling Stone listete Björk 2010 auf Rang 60 der 100 größten Sänger sowie 2015 auf Rang 81 der 100 größten Songwriter aller Zeiten.

## Björk in Filmen

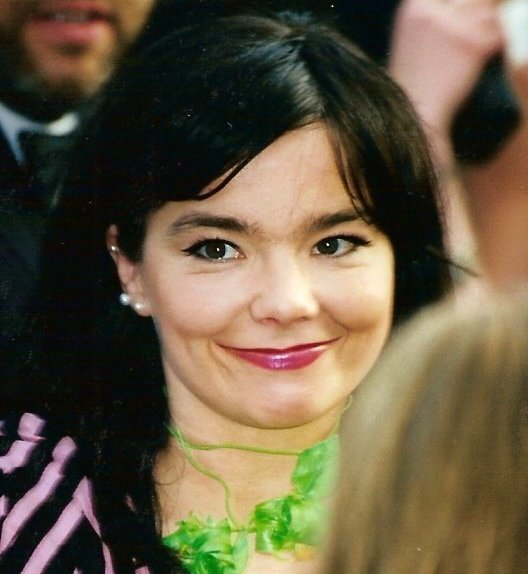
Björk im Jahr 2000 bei den Filmfestspielen von Cannes

Bereits im Jahr 1990 spielte Björk in dem Film Juniper Tree mit, der ein Märchen der Brüder Grimm erzählt. 1994 hatte sie einen Cameo-Auftritt in Prêt-à-Porter. 1999 wurde ihr angeboten, die Filmmusik zu Dancer in the Dark zu schreiben. Daraufhin bot ihr Lars von Trier auch die Hauptrolle der Selma an. Björk wollte sich schon seit ihrer Kindheit an einem Musical beteiligen, weigerte sich aber lange, die Rolle anzunehmen. In einem Interview sagte sie, sie sei stur und könne auch noch zehn Jahre lang nein sagen. Schließlich gestand sie aber ein, sich in Selma verliebt zu haben und aus tiefstem Herzen zu empfinden, dass Selma gehört werden müsse. Ohne eine fundierte schauspielerische Ausbildung absolviert zu haben, gelang Björk schließlich eine preisgekrönte Leistung, indem sie, wie sie sagte, bei den Dreharbeiten selbst zu Selma wurde. Lars von Trier dazu: „It was not acting, it was feeling.“ (dt.: „Das war keine Schauspielerei, das war Einfühlung.“)
Beim Cannes Film Festival 2000 erhielt sie die Auszeichnung für die beste Darstellerin, ebenso bei der Verleihung des Europäischen Filmpreises im selben Jahr. Als beste Darstellerin in einem Drama war sie außerdem für einen Golden Globe nominiert.
Der Soundtrack zum Film erschien unter dem Titel Selmasongs. Das Stück I’ve Seen It All erhielt jeweils eine Golden-Globe- und Oscar-Nominierung in der Kategorie Bester Filmsong.
Nach der kräftezehrenden Rolle der Selma wollte Björk eigentlich in keinem Film mehr mitspielen. Später nahm sie für den Experimentalfilm Drawing Restraint 9 ihres ehemaligen Lebensgefährten Matthew Barney dennoch eine Rolle an; auch der Soundtrack stammt von ihr.
Am 27. Juni 2013 wurde auf dem britischen Channel 4 der 60-minütige Dokumentarfilm The Nature of Music mit David Attenborough gezeigt, in dem er und Björk über Geschichte und kulturelle Bedeutung von Musik sprechen.
Im August 2020 wurde bekannt, dass Björk die Rolle der „Slav Witch“ in dem Film The Northman von Robert Eggers übernehmen wird.

## Person
Björk wird gewöhnlich nur bei ihrem Vornamen genannt. Dies ist üblich in Island, wo Familiennamen Ausnahme und Vatersnamen die Regel sind – Guðmundsdóttir bedeutet „Guðmundurs Tochter“.
Sie war nicht nur künstlerisch, sondern auch privat einige Zeit mit dem britischen Musiker Tricky liiert. Darauf folgte eine Affäre mit dem britischen Musiker Goldie.
Björk ist zweifache Mutter. Mit dem ehemaligen Gitarristen der Sugarcubes, Þór Eldon Jónsson, mit dem sie in den 1980er Jahren zusammenlebte, hat sie einen Sohn (* 8. Juni 1986). Mit ihrem ehemaligen Lebensgefährten, dem US-amerikanischen Medienkünstler Matthew Barney, hat sie eine Tochter (* 3. Oktober 2002). Auf ihrem Album Vulnicura (2015) thematisierte sie die Trennung von Matthew Barney.
Im Jahr 2000 schlug der damalige isländische Premierminister Davíð Oddsson vor, Björk die isländische Insel Elliðaey zu schenken, um ihr auf diese Art und Weise für ihren Beitrag zur Steigerung des internationalen Rufs Islands zu danken. Allerdings zog er seinen Vorschlag nach lokalen Protesten zurück.
Björk hat 2008 mit der Risikoinvestmentgesellschaft Auður Capital zusammen einen Fonds aufgelegt, mit dem Spenden zur Rettung der Volkswirtschaft ihres Heimatlandes gesammelt wurden.
Björk vertritt feministische Positionen. Sie sagt: „in allen Handlungen versuche ich stets zu bedenken, dass ich auch nicht einen einzigen Schritt hinter den Errungenschaften des Feminismus zurückbleibe. Wir vergessen oft, welche Kämpfe die Feministinnen im letzten Jahrhundert geführt haben, um die Gleichberechtigung zu erlangen ... Ich stehe auf den Schultern von Gigantinnen …“ Sie selbst hat immer wieder sexistische Anwürfe erfahren, indem ihr mehrfach die Autorenschaft an ihrer Musik abgesprochen wurde. Die Koproduzentin Arca, die Björk zur Arbeit am Album Vulnicura hinzugezogen hatte, bezeichnete die Musikpresse irrtümlich als „sole producer“, als alleinige Produzentin des Albums. Damit stellte die Presse die Autorenschaft von Björk an ihrer Musik infrage – ein Verhalten, was bei Musikern wie Kanye West, der nicht nur mit Arca, sondern einer ganzen Reihe anderer Produzenten zusammenarbeitet, keinesfalls vorkomme und dadurch sexistisch sei. Ähnlich verlief die Fehlzuschreibung der Credits bei Björks Album Vespertine: Björk arbeitete drei Jahre lang an der Produktion des Albums. Matmos fügten in den letzten Wochen noch etwas Perkussion hinzu und wurden anschließend als alleinige Produzenten des Albums bezeichnet. Trotz des Dementis von Matmos sei das tatsächliche Ausmaß von Björks Autorenschaft und Produzentinnentätigkeit von der Musikpresse nicht wahrgenommen worden. Als direkte Reaktion auf diese Vorkommnisse startete Antye Greie-Ripatti eine Visibility-Kampagne für elektronische Musikerinnen bzw. Produzentinnen und kuratiert diese.

## Auseinandersetzungen mit Paparazzi
Im Februar 1996 attackierte Björk auf dem Bangkok International Airport nach einem Langstreckenflug die TV-Journalistin Julie Kaufman. Björk hatte im Vorfeld gefordert, bis zu einer Pressekonferenz von der Presse in Ruhe gelassen zu werden. Als Kaufman auf den Sohn Björks, Sindri, mit den Worten „Welcome to Bangkok“ zukam, während Björk sich von den Reportern entfernte, griff Björk sie an, stieß sie zu Boden und schlug ihren Kopf mehrfach gegen den Betonboden, bis Sicherheitspersonal eingriff. Laut Björks Produktionsfirma hatte die Journalistin Björk belästigt. Nachdem Björk sich entschuldigt hatte, zog die Journalistin ihre Anzeige zurück.
Im Januar 2008 kam es zu einem weiteren Vorfall: Ein Journalist hatte Björk bei der Ankunft auf dem Auckland International Airport fotografiert. Sie riss die Rückseite seines Pullovers herunter und stürzte dabei. Auch hier wurden keine weiteren rechtlichen Schritte unternommen.

## Auszeichnungen (Auswahl)
- 1994: BRIT Awards: „International Female Solo Artist“
- 1995: MTV Europe Music Awards: "Best Female"
- 1996: BRIT Awards: „International Female Solo Artist“
- 1998: BRIT Awards: „International Female Solo Artist“
- 1997: Musikpreis des Nordischen Rates
- 1997: Falkenorden (Ritter)[30]
- 2000: Internationale Filmfestspiele von Cannes: "Best Actress"
- 2000: Europäischer Filmpreis: Best Actress"
- 2010: Polar Music Prize
- 2016: BRIT Awards: „International Female Solo Artist“
- 2023: AIM Independent Music Awards: "Best Live Performer"

## Diskografie

### Solo
Studioalben

| Jahr | Titel      | Höchstplatzierung, Gesamtwochen, AuszeichnungChartplatzierungen (Jahr, Titel, Platzierungen, Wochen, Auszeichnungen, Anmerkungen) | Höchstplatzierung, Gesamtwochen, AuszeichnungChartplatzierungen (Jahr, Titel, Platzierungen, Wochen, Auszeichnungen, Anmerkungen) | Höchstplatzierung, Gesamtwochen, AuszeichnungChartplatzierungen (Jahr, Titel, Platzierungen, Wochen, Auszeichnungen, Anmerkungen) | Höchstplatzierung, Gesamtwochen, AuszeichnungChartplatzierungen (Jahr, Titel, Platzierungen, Wochen, Auszeichnungen, Anmerkungen) | Höchstplatzierung, Gesamtwochen, AuszeichnungChartplatzierungen (Jahr, Titel, Platzierungen, Wochen, Auszeichnungen, Anmerkungen) | Anmerkungen                                                          |
| Jahr | Titel      | DE | AT | CH | UK | US | Anmerkungen                                                          |
| ---- | ---------- | --- | --- | --- | --- | --- | -------------------------------------------------------------------- |
| 1977 | Björk      | — | — | — | — | — | Erstveröffentlichung: 18. Dezember 1977                              |
| 1990 | Gling-Gló  | — | — | — | — | — | Erstveröffentlichung: September 1990 mit Tríó Guðmundar Ingólfssonar |
| 1993 | Debut      | DE24 (44 Wo.)DE | AT27 (18 Wo.)AT | CH18 Gold · (17 Wo.)CH | UK3 ×2Doppelplatin · (79 Wo.)UK                                                                                                   | US61 Platin · (31 Wo.)US | Erstveröffentlichung: 5. Juli 1993 Verkäufe: + 2.185.000             |
| 1995 | Post       | DE6 (21 Wo.)DE | AT13 (16 Wo.)AT | CH5 (13 Wo.)CH | UK2 Platin · (46 Wo.)UK | US32 Platin · (20 Wo.)US | Erstveröffentlichung: 13. Juni 1995 Verkäufe: + 2.252.500            |
| 1997 | Homogenic  | DE10 (20 Wo.)DE | AT5 (10 Wo.)AT | CH13 Gold · (17 Wo.)CH | UK4 Gold · (17 Wo.)UK | US28 Gold · (9 Wo.)US | Erstveröffentlichung: 24. September 1997 Verkäufe: + 1.682.500       |
| 2001 | Vespertine | DE3 (10 Wo.)DE | AT5 (9 Wo.)AT | CH3 Gold · (8 Wo.)CH | UK8 Gold · (4 Wo.)UK | US19 (10 Wo.)US | Erstveröffentlichung: 27. August 2001 Verkäufe: + 380.000            |
| 2004 | Medúlla    | DE5 (7 Wo.)DE | AT6 (7 Wo.)AT | CH3 (7 Wo.)CH | UK9 Silber · (3 Wo.)UK | US14 (7 Wo.)US | Erstveröffentlichung: 30. August 2004 Verkäufe: + 170.000            |
| 2007 | Volta      | DE9 (5 Wo.)DE | AT5 (5 Wo.)AT | CH3 (10 Wo.)CH | UK7 Silber · (6 Wo.)UK | US9 (5 Wo.)US | Erstveröffentlichung: 2. Mai 2007 Verkäufe: + 60.000                 |
| 2011 | Biophilia  | DE14 (3 Wo.)DE | AT17 (3 Wo.)AT | CH9 (4 Wo.)CH | UK21 (3 Wo.)UK | US27 (2 Wo.)US | Erstveröffentlichung: 7. Oktober 2011                                |
| 2015 | Vulnicura  | DE11 (4 Wo.)DE | AT19 (4 Wo.)AT | CH6 (9 Wo.)CH | UK11 (7 Wo.)UK | US20 (1 Wo.)US | Erstveröffentlichung: 21. Januar 2015                                |
| 2017 | Utopia     | DE26 (2 Wo.)DE | AT23 (1 Wo.)AT | CH12 (3 Wo.)CH | UK25 (2 Wo.)UK | US75 (1 Wo.)US | Erstveröffentlichung: 24. November 2017                              |
| 2022 | Fossora    | DE10 (3 Wo.)DE | AT28 (2 Wo.)AT | CH5 (3 Wo.)CH | UK11 (1 Wo.)UK | US100 (1 Wo.)US | Erstveröffentlichung: 30. September 2022                             |

grau schraffiert: keine Chartdaten aus diesem Jahr verfügbar

### Kollaborationen
Tappi Tíkarrass:
- 1982: Bítið Fast Í Vítið
- 1983: Miranda

KUKL:
- 1984: The Eye
- 1984: KUKL à Paris 14. September 1984 (Konzertaufnahmen, nur auf MC und in Frankreich veröffentlicht)
- 1986: Holidays in Europe (The Naughty Nought)

The Sugarcubes:
- 1988: Life’s Too Good
- 1989: Here Today, Tomorrow Next Week!
- 1992: Stick Around for Joy
- 1992: It’s It
- 1998: The Great Crossover Potential (Greatest Hits)

Dirty Projectors:
- 2011: Mount Wittenberg Orca

Death Grips:
- 2014: Niggas on the Moon

## Filmografie
- 1982: Rokk í Reykjavík (Dokumentation) – Regie: Friðrik Þór Friðriksson
- 1990: The Juniper Tree – Regie: Nietzchka Keene
- 1994: Prêt-à-Porter – Regie: Robert Altman
- 2000: Dancer in the Dark – Regie: Lars von Trier
- 2005: Drawing Restraint 9 – Regie: Matthew Barney
- 2005: Screaming Masterpiece (Dokumentation) – Regie: Ari Alexander Ergis Magnússon
- 2006: Anna and the Moods (Kurzfilm) – Regie: Gunnar Karlsson
- 2006: Matthew Barney: No Restraints (Dokumentation) – Regie Alison Chernick
- 2008: Dagvaktin (Fernsehserie, eine Folge) – Regie: Ragnar Bragason
- 2013: When Björk Met Attenborough (Dokumentation) – Regie: Louise Hooper
- 2022: The Northman – Regie: Robert Eggers
- 2023: Fungi: The Web of Life (Dokumentation, Erzählerin) – Regie: Gisela Kaufmann, Joseph Nizeti

## Tourneen und besondere Auftritte
- 1993 (August–Dezember) – Debut Tour (17 Konzerte in Nordamerika und Europa)
- 1994 (Februar–Juli) – Debut Tour (19 Konzerte in Island, Nordamerika, Europa, Australien und Japan)
- 1994 (7. September) – Björk gab in London ihr MTV-Unplugged-Konzert.
- 1995 (Januar) – Debut Tour (11 Konzerte in Nordamerika und Europa)
- 1995 (August–November) – Post Tour (36 Konzerte in Island, Nordamerika und Europa)
- 1996 (Januar–Oktober) – Post Tour (52 Konzerte in Island, Nord- und Südamerika, Israel, Europa, Australien, Thailand, Japan und der Volksrepublik China)
- 1997 (8. Juni) – Björk spielte beim Tibetan Freedom Concert in New York. Weltpremiere der Songs Hunter, Joga und All Neon Like.
- 1997 (September) – Verschieden kleine Homogenic Promokonzerte in kleinen Clubs in Europa. Unter anderem spielte sie in der „Mandarin Lounge“ in München.
- 1997 (November) – Homogenic Tour (14 Konzerte in Europa)
- 1998 (April–Dezember) – Homogenic Tour (38 Konzerte in Nord- und Südamerika und Europa)
- 1999 (Januar) – Björk gab ihre letzten beiden Homogenic-Konzerte in Reykjavík.
- 1999 (Dezember) – Björk spielte zwei Akustikkonzerte mit dem Brodsky Quartet in der Union Chapel in London.
- 2001 (25. März) – Björk trat an der 73. Oscar-Verleihung in Los Angeles in einem Schwanen-Kostüm auf und präsentierte das als bestes Lied nominierte I’ve seen it all aus dem Film Dancer in the Dark (Regie Lars von Trier).
- 2001 (Mai–Dezember) – Vespertine Tour (36 Konzerte in Nordamerika, Europa, Island und Japan) mit einem grönländischen Inuit-Chor und der experimentellen Band Matmos.
- 2002 (Januar–März) – verschiedene Vespertine-Promoauftritte (unter anderem in der Jonathan-Ross-Show und der Harald Schmidt Show)
- 2002 (27. April) – Björk gab ihr erstes Greatest-Hits-Konzert (12 Monate vor dem offiziellen Tourstart) beim Coachella Festival.
- 2003 (Mai–Oktober) – Greatest Hits Tour (30 Konzerte in Nordamerika, Europa, Russland und Japan)
- 2004 (13. August) – Björk sang bei der Eröffnung der Olympischen Spiele 2004 in Athen den Song Oceania.
- 2004 (Oktober) – verschiedene Medúlla Promoauftritte; unter anderem gab sie ein kleines Konzert in St. Denis (Frankreich) (Tracklist: Sonnets/Unrealities XI, Show Me Forgiveness, The Pleasure Is All Mine, Desired Constellation, Who Is It, Vökuró).
- 2005 (2. Juli) – Björk trat im Rahmen der weltweiten Live-8-Benefizkonzerte in Tokio auf (Tracklist: Pagan Poetry, All Is Full Of Love, Desired Constellation, Jóga, Generous Palmstroke, Hyperballad, Bachelorette, It’s In Our Hands (Soft Pink Truth Mix)).
- 2005 (6. November) – Björk trat in New York beim Meredith Monk Tribute Concert auf und sang das Cover Gotham Lullaby.
- 2006 (7. Januar) – Björk spielte 3 Songs beim Hætta! Festival in Reykjavík (Festival gegen die Zerstörung der isländischen Natur).
- 2006 (17. November) – 14 Jahre nach ihrer Trennung geben die Sugarcubes mit Björk ein einmaliges Konzert in Reykjavík anlässlich des 20. Geburtstages ihrer Erfolgs-Single Birthday.
- 2007 (April–Dezember) – Volta Tour (43 Konzerte in Island, Nord- und Südamerika und Europa)
- 2008 (Januar–Dezember) – Volta Tour (35 Konzerte in Australien, Japan, China und Europa, darunter das Melt!-Festival, Björks einziger Deutschland-Auftritt 2008)
- 2009 (8. Mai) – Björk spielte mit der Band Dirty Projectors eine Suite im New Yorker Housing Works Bookstore Cafe.
- 2011 (27. Juni – 16. Juli) – Biophilia Installation auf dem Manchester International Festival, eine Preview Show und sechs Konzerte in der Campfield Market Hall (MOSI)
- 2011 (12. Oktober – 7. November) – Biophilia Konzerte und Workshops in Reykjavík im Konzert- und Veranstaltungszentrum Harpa
- 2013 (7. September) – Berlin Festival
- 2015 (2. August) – Citadel Music Festival, Berlin
- 2018 (9. April 2018 – 30. Juli 2018) Utopia Tour
- 2019 (6. Mai 2019 – 5. Dezember 2023) Cornucopia
- 2021(10. Oktober 2021 – 23. April 2023) Björk Orkestral[32]

## Dokumentationen
- Hannes Rossacher, Tita von Hardenberg: Björk – Die Geschichte einer Ausnahmekünstlerin. In: arte concert. Sendung vom 17. Mai 2015. 27. März 2019. (Video; 52:14 min)
- Hermann Vaske: Why Are We Creative?. 2018. Beinhaltet Ausschnitte eines Interviews mit Björk zum Ursprung ihrer Kreativität.